# Akna Montes
Akna Montes is een gebergte op de planeet Venus. Akna Montes werd in 1979 genoemd naar Akna, een geest uit de Inuitmythologie die zorgde voor vruchtbaarheid en geboorte.
Het gebergte heeft een lengte van 830 kilometer met pieken tot 6000 meter hoog en bevindt zich in het quadrangle Lakshmi Planum (V-7).
De gebergtegordel loopt van noord naar zuid en vormt de westelijke grens van het plateau van Lakshmi Planum. Deze vlaktes werden gevormd door uitgebreide vulkaanuitbarstingen en worden aan alle kanten begrensd door bergketens. De vlaktes lijken vervormd in de buurt van de bergen wat suggereert dat het ontstaan van een deel van deze bergen plaatsvond nadat de vlaktes waren gevormd. De inslagkrater Wanda met een diameter van 22 kilometer werd gevormd door de inslag van een asteroïde in het gebergte.